# Alan Kelly
Alan Kelly (født 9. april 1975) er en irsk fodbolddommer fra Cork. Han har dømt internationalt under det internationale fodboldforbund FIFA siden 2002, hvor han er indrangeret som Elite Development kategori-dommer, hvor han er udset til muligvis at rykke op som elite-kategoridommer inden for den nærmeste fremtid.

## Kampe med danske hold
- Den 16. november 2005: Playoff i kvalifikationen til U/21 EM 2006: Danmark – Rusland 3-1.
- Den 26. februar 2009: 1/16-finale i UEFA Cuppen: Deportivo La Coruna – AaB 1-3.
- Den 22. oktober 2009: Gruppespil i Europa League: PSV Eindhoven – FC København 1-0.
- Den 11. august 2010: Venskabskamp: Danmark – Tyskland 2-2.